# Пийло
Пи́йло (укр. Пійло) — село в Калушской общине Калушского района Ивано-Франковской области Украины.
Население по переписи 2001 года составляло 2150 человек. Занимает площадь 10,4 км². Почтовый индекс — 77344. Телефонный код — 03472.